# Джульетта (фильм, 2016)
«Джулье́тта» (исп. Julieta) — испанский полнометражный драматический художественный фильм режиссёра и сценариста Педро Альмодовара, вышедший на экраны в 2016 году. Основан на трёх рассказах из сборника «Беглянка» (англ. Runaway) канадской писательницы, лауреата Нобелевской премии по литературе Элис Манро. 
Фильм вышел в прокат в Испании 8 апреля 2016 года. 17 мая 2016 года картина была показана в основном конкурсе 69-го Каннского международного кинофестиваля.
Премьера картины в кинотеатрах России состоялась 4 августа 2016 года.
7 сентября 2016 года лента была выдвинута от Испании на соискание американской кинопремии «Оскар» в номинации «Лучший фильм на иностранном языке», однако не вошла в шорт-лист.

## Сюжет
Джульетте 55 лет, она пишет длинное письмо своей дочери, чтобы рассказать ей секрет, который она скрывала от неё последние тринадцать лет. Дочь Антия бросила её, когда ей исполнилось 18 лет, и последние двенадцать лет она ничего о ней не слышала.

## В ролях
- Эмма Суарес — Джульетта Аркос (до замужества — Янг)
- Адриана Угарте — Джульетта Янг (в молодости), преподаватель классической литературы
- Даниель Грао — Хуан Аркос, рыбак, муж Джульетты, отец Антии
- Присцилла Дельгадо — Анти́я (в подростковом возрасте). дочь Джульетты и Хуана
- Бланка Парес — Анти́я (в 18 лет), дочь Джульетты и Хуана
- Инма Куэста — Ава, художник, подруга Хуана
- Дарио Грандинетти — Лоренсо Джентиле, бойфренд Джульетты
- Мишель Дженнер — Беатрис, бывшая лучшая подруга Антии в детстве
- Пилар Кастро — Клаудиа, мать Беатрис
- Натали Поса — Хуана
- Суси Санчес — Сара, мать Джульетты Аркос
- Росси де Пальма — Мариан
- Хоакин Нотарио — Самуэль, отец Джульетты Аркос

## Производство
Первоначально фильм носил название «Молчание» (исп. Silencio), но Альмадовар решил изменить название, чтобы его не путали с фильмом Скорсезе «Молчание», также выходящим в 2016 году. Съемки проходили c мая по август 2015 года в нескольких регионах Испании, там же, где разворачивается действие соответствующих эпизодов фильма (главным образом — в Мадриде, провинции Уэльва в Андалусии и приморском городке Редес в Галисии).

## Награды и номинации
- 2016 — участие в основном конкурсе 69-го Каннского международного кинофестиваля (показ 17 мая 2016 года)[2].
- 2016 — 4 номинации на премию Европейской киноакадемии: «Лучший европейский фильм» (Педро Альмодовар, Агустин Альмодовар, Эстер Гарсия), «Лучший европейский режиссёр» (Педро Альмодовар), «Лучшая европейская актриса» (Адриана Угарте и Эмма Суарес), приз зрительских симпатий (Педро Альмодовар).
- 2016 — попадание в пятёрку лучших иностранных фильмов года по версии Национального совета кинокритиков США.
- 2017 — номинация на британскую премию BAFTA за «Лучший неанглоязычный фильм» за 2016 год (Педро Альмодовар).
- 2017 — испанская кинопремия «Гойя» в номинации «Лучшая женская роль» (Эмма Суарес), а также 6 номинаций: «Лучший фильм», «Лучший режиссёр» (Педро Альмодовар), «Лучший адаптированный сценарий» (Педро Альмодовар), «Лучшая оригинальная музыка» (Альберто Иглесиас), «Лучший грим и причёски» (Ана Лопес-Пуигсервер, Серхио Перес Бербель, Давид Марти), «Лучшие спецэффекты» (Рейес Абадес, Эдуардо Диас).
- 2017 — номинация на американскую премию «Спутник» за «Лучший фильм на иностранном языке».